# Maxillaria mosenii
Maxillaria mosenii är en orkidéart som beskrevs av Friedrich Fritz Wilhelm Ludwig Kraenzlin. Maxillaria mosenii ingår i släktet Maxillaria och familjen orkidéer. Inga underarter finns listade i Catalogue of Life.